# 韓殿君
韓殿君（1959年—），台灣物理學家，現任職於國立中正大學物理學系，是雷射冷卻的專家。

## 學經歷
韓殿君於國立清華大學物理研究所畢業後，前往美國德克薩斯州大學奧斯汀分校就讀，並獲得該校博士學位。之後曾在加州大學柏克萊分校擔任博士後研究員。2000年回到台灣進入國立中正大學物理學系任教至今。

## 研究
原子物理、雷射冷卻、玻色-愛因斯坦凝聚。
韓殿君就讀博士班期間，於1997年以雷射冷卻方式證實了玻色-愛因斯坦凝聚理論，自稱是全世界證實該理論的第4人。2000年在國立中正大學物理學系成立雷射冷卻實驗室，並且他的團隊自稱在台灣首次驗證玻色-愛因斯坦凝聚理論。

## 外部連結
- 【實驗傳奇】極限的養成 雷射冷卻在台灣 （页面存档备份，存于）